# Anne-Pierre Martin-Bergnac
Anne-Pierre Donnat Martin-Bergnac est un homme politique français né le 5 août 1758 à Toulouse (Haute-Garonne) et mort le 6 août 1824.

## Biographie
Conseiller au présidial de Toulouse avant la Révolution, il devient juge de paix, procureur syndic du district puis commissaire du Directoire près l'administration municipale de Toulouse et conseiller général. Il est député de la Haute-Garonne de 1805 à 1810. Il est ensuite président du tribunal civil de Toulouse. Rallié à la Restauration, il est confirmé dans son poste et nommé président de la cour prévôtale de Toulouse en 1816 (13 mars).

## Sources
- « Anne-Pierre Martin-Bergnac », dans Adolphe Robert et Gaston Cougny, Dictionnaire des parlementaires français, Edgar Bourloton, 1889-1891 [détail de l’édition]*x
- Journal politique et littéraire de Toulouse et de la Haute-Garonne 1824-08-09 https://gallica.bnf.fr/ark:/12148/bpt6k5359849w